# Vickie Johnson
Vickie Johnson (Shreveport, 15 de abril de 1972) es una exbaloncestista estadounidense de la Women's National Basketball Association (WNBA) que ocupaba la posición de escolta. Tras retirarse en 2009, ha sido técnico en varios equipos, asumiendo en 2011 la banca de los San Antonio Stars como asistente. Desde 2021 dirige a las Dallas Wings como entrenadora principal.

## Trayectoria deportiva
Fue reclutada por los New York Liberty en la 12° posición de la primera ronda del Draft de la WNBA de 1997, donde militó entre 1997 y 2005, para luego ingresar a los San Antonio Silver Stars en 2006, donde terminó su carrera en 2009. Además, fue parte de varios equipos europeos, entre ellos el France Tarbes Gespe Bigorre (1996-1997), France W Bordeaux Basket (1997-1998), Italy Trentino Rovereto Basket (2004-2005), Hungary MiZo Pécs (2005-2007) y Turkey Galatasaray (2007-2008); también militó en los equipos israelíes Israel Lachen Ramat Hasharon (1998-2000) y Israel Elitzur Cellcom Holon (2000-2001).
En el año 2008 fue galardonada con el Premio Kim Perrot a la Jugadora Más Deportiva. Por otro lado, fue seleccionada para el All-Star Game de la WNBA en 1999 y 2001 como parte de la Conferencia Este de la WNBA.

## Estadísticas

### Totales
| Año                                                                                              | Equipo | J   | JI  | MJ    | TC   | ITC  | TC%  | 3P  | 3PA | 3P%  | 2P   | 2PA  | 2P%  | TL  | ITL | TL%  | RBO | RBD  | RBT  | AST  | STL | BLK | TOV | PF  | PTS  |
| ------------------------------------------------------------------------------------------------ | ------ | --- | --- | ----- | ---- | ---- | ---- | --- | --- | ---- | ---- | ---- | ---- | --- | --- | ---- | --- | ---- | ---- | ---- | --- | --- | --- | --- | ---- |
| 1997                                                                                             | NYL    | 26  | 25  | 789   | 108  | 269  | .401 | 4   | 21  | .190 | 104  | 248  | .419 | 27  | 35  | .771 | 46  | 64   | 110  | 66   | 19  | 4   | 49  | 52  | 247  |
| 1998                                                                                             | NYL    | 30  | 30  | 905   | 146  | 327  | .446 | 21  | 56  | .375 | 125  | 271  | .461 | 63  | 82  | .768 | 44  | 70   | 114  | 74   | 31  | 7   | 45  | 70  | 376  |
| 1999 ★                                                                                           | NYL    | 32  | 32  | 1082  | 165  | 394  | .419 | 25  | 71  | .352 | 140  | 323  | .433 | 72  | 86  | .837 | 43  | 99   | 142  | 106  | 44  | 1   | 66  | 77  | 427  |
| 2000                                                                                             | NYL    | 31  | 31  | 1023  | 143  | 324  | .441 | 27  | 71  | .380 | 116  | 253  | .458 | 67  | 76  | .882 | 40  | 97   | 137  | 77   | 22  | 5   | 57  | 48  | 380  |
| 2001 ★                                                                                           | NYL    | 32  | 32  | 939   | 135  | 326  | .414 | 30  | 82  | .366 | 105  | 244  | .430 | 53  | 70  | .757 | 23  | 84   | 107  | 87   | 35  | 4   | 52  | 62  | 353  |
| 2002                                                                                             | NYL    | 31  | 31  | 1028  | 139  | 305  | .456 | 32  | 76  | .421 | 107  | 229  | .467 | 49  | 61  | .803 | 42  | 67   | 109  | 86   | 27  | 4   | 45  | 60  | 359  |
| 2003                                                                                             | NYL    | 32  | 32  | 1042  | 158  | 345  | .458 | 35  | 96  | .365 | 123  | 249  | .494 | 79  | 92  | .859 | 30  | 65   | 95   | 75   | 29  | 7   | 55  | 65  | 430  |
| 2004                                                                                             | NYL    | 34  | 34  | 1119  | 121  | 293  | .413 | 17  | 60  | .283 | 104  | 233  | .446 | 62  | 70  | .886 | 37  | 84   | 121  | 124  | 25  | 4   | 71  | 75  | 321  |
| 2005                                                                                             | NYL    | 34  | 34  | 1023  | 129  | 272  | .474 | 30  | 84  | .357 | 99   | 188  | .527 | 65  | 84  | .774 | 37  | 81   | 118  | 92   | 23  | 2   | 44  | 56  | 353  |
| 2006                                                                                             | SAS    | 34  | 34  | 1004  | 119  | 317  | .375 | 23  | 69  | .333 | 96   | 248  | .387 | 76  | 90  | .844 | 55  | 112  | 167  | 122  | 28  | 3   | 59  | 61  | 337  |
| 2007                                                                                             | SAS    | 30  | 29  | 852   | 95   | 214  | .444 | 21  | 49  | .429 | 74   | 165  | .448 | 32  | 39  | .821 | 51  | 93   | 144  | 104  | 34  | 8   | 36  | 46  | 243  |
| 2008                                                                                             | SAS    | 32  | 32  | 892   | 87   | 198  | .439 | 11  | 39  | .282 | 76   | 159  | .478 | 28  | 36  | .778 | 39  | 130  | 169  | 115  | 26  | 5   | 49  | 42  | 213  |
| 2009                                                                                             | SAS    | 32  | 32  | 737   | 80   | 185  | .432 | 21  | 56  | .375 | 59   | 129  | .457 | 23  | 27  | .852 | 23  | 85   | 108  | 77   | 16  | 4   | 39  | 40  | 204  |
| Carrera                                                                                          |        | 410 | 408 | 12435 | 1625 | 3769 | .431 | 297 | 830 | .358 | 1328 | 2939 | .452 | 696 | 848 | .821 | 510 | 1131 | 1641 | 1205 | 359 | 58  | 667 | 754 | 4243 |
| Notas: J=Juegos; JI=Juegos iniciales; MJ=Minutos jugados; ITC=Intentos de TC; ITL=Intentos de TL |        |     |     |       |      |      |      |     |     |      |      |      |      |     |     |      |     |      |      |      |     |     |     |     |      |

### Por juego
| Año                                                                                              | Equipo | J   | JI  | MJ   | TC  | ITC  | TC%  | 3P  | 3PA | 3P%  | 2P  | 2PA  | 2P%  | TL  | ITL | TL%  | RBO | RBD | RBT | AST | STL | BLK | TOV | PF  | PTS  |
| ------------------------------------------------------------------------------------------------ | ------ | --- | --- | ---- | --- | ---- | ---- | --- | --- | ---- | --- | ---- | ---- | --- | --- | ---- | --- | --- | --- | --- | --- | --- | --- | --- | ---- |
| 1997                                                                                             | NYL    | 26  | 25  | 30.3 | 4.2 | 10.3 | .401 | 0.2 | 0.8 | .190 | 4.0 | 9.5  | .419 | 1.0 | 1.3 | .771 | 1.8 | 2.5 | 4.2 | 2.5 | 0.7 | 0.2 | 1.9 | 2.0 | 9.5  |
| 1998                                                                                             | NYL    | 30  | 30  | 30.2 | 4.9 | 10.9 | .446 | 0.7 | 1.9 | .375 | 4.2 | 9.0  | .461 | 2.1 | 2.7 | .768 | 1.5 | 2.3 | 3.8 | 2.5 | 1.0 | 0.2 | 1.5 | 2.3 | 12.5 |
| 1999                                                                                             | NYL    | 32  | 32  | 33.8 | 5.2 | 12.3 | .419 | 0.8 | 2.2 | .352 | 4.4 | 10.1 | .433 | 2.3 | 2.7 | .837 | 1.3 | 3.1 | 4.4 | 3.3 | 1.4 | 0.0 | 2.1 | 2.4 | 13.3 |
| 2000                                                                                             | NYL    | 31  | 31  | 33.0 | 4.6 | 10.5 | .441 | 0.9 | 2.3 | .380 | 3.7 | 8.2  | .458 | 2.2 | 2.5 | .882 | 1.3 | 3.1 | 4.4 | 2.5 | 0.7 | 0.2 | 1.8 | 1.5 | 12.3 |
| 2001                                                                                             | NYL    | 32  | 32  | 29.3 | 4.2 | 10.2 | .414 | 0.9 | 2.6 | .366 | 3.3 | 7.6  | .430 | 1.7 | 2.2 | .757 | 0.7 | 2.6 | 3.3 | 2.7 | 1.1 | 0.1 | 1.6 | 1.9 | 11.0 |
| 2002                                                                                             | NYL    | 31  | 31  | 33.2 | 4.5 | 9.8  | .456 | 1.0 | 2.5 | .421 | 3.5 | 7.4  | .467 | 1.6 | 2.0 | .803 | 1.4 | 2.2 | 3.5 | 2.8 | 0.9 | 0.1 | 1.5 | 1.9 | 11.6 |
| 2003                                                                                             | NYL    | 32  | 32  | 32.6 | 4.9 | 10.8 | .458 | 1.1 | 3.0 | .365 | 3.8 | 7.8  | .494 | 2.5 | 2.9 | .859 | 0.9 | 2.0 | 3.0 | 2.3 | 0.9 | 0.2 | 1.7 | 2.0 | 13.4 |
| 2004                                                                                             | NYL    | 34  | 34  | 32.9 | 3.6 | 8.6  | .413 | 0.5 | 1.8 | .283 | 3.1 | 6.9  | .446 | 1.8 | 2.1 | .886 | 1.1 | 2.5 | 3.6 | 3.6 | 0.7 | 0.1 | 2.1 | 2.2 | 9.4  |
| 2005                                                                                             | NYL    | 34  | 34  | 30.1 | 3.8 | 8.0  | .474 | 0.9 | 2.5 | .357 | 2.9 | 5.5  | .527 | 1.9 | 2.5 | .774 | 1.1 | 2.4 | 3.5 | 2.7 | 0.7 | 0.1 | 1.3 | 1.6 | 10.4 |
| 2006                                                                                             | SAS    | 34  | 34  | 29.5 | 3.5 | 9.3  | .375 | 0.7 | 2.0 | .333 | 2.8 | 7.3  | .387 | 2.2 | 2.6 | .844 | 1.6 | 3.3 | 4.9 | 3.6 | 0.8 | 0.1 | 1.7 | 1.8 | 9.9  |
| 2007                                                                                             | SAS    | 30  | 29  | 28.4 | 3.2 | 7.1  | .444 | 0.7 | 1.6 | .429 | 2.5 | 5.5  | .448 | 1.1 | 1.3 | .821 | 1.7 | 3.1 | 4.8 | 3.5 | 1.1 | 0.3 | 1.2 | 1.5 | 8.1  |
| 2008                                                                                             | SAS    | 32  | 32  | 27.9 | 2.7 | 6.2  | .439 | 0.3 | 1.2 | .282 | 2.4 | 5.0  | .478 | 0.9 | 1.1 | .778 | 1.2 | 4.1 | 5.3 | 3.6 | 0.8 | 0.2 | 1.5 | 1.3 | 6.7  |
| 2009                                                                                             | SAS    | 32  | 32  | 23.0 | 2.5 | 5.8  | .432 | 0.7 | 1.8 | .375 | 1.8 | 4.0  | .457 | 0.7 | 0.8 | .852 | 0.7 | 2.7 | 3.4 | 2.4 | 0.5 | 0.1 | 1.2 | 1.3 | 6.4  |
| Carrera                                                                                          |        | 410 | 408 | 30.3 | 4.0 | 9.2  | .431 | 0.7 | 2.0 | .358 | 3.2 | 7.2  | .452 | 1.7 | 2.1 | .821 | 1.2 | 2.8 | 4.0 | 2.9 | 0.9 | 0.1 | 1.6 | 1.8 | 10.3 |
| Notas: J=Juegos; JI=Juegos iniciales; MJ=Minutos jugados; ITC=Intentos de TC; ITL=Intentos de TL |        |     |     |      |     |      |      |     |     |      |     |      |      |     |     |      |     |     |     |     |     |     |     |     |      |